# Old Post Office Pavilion
Old Post Office Pavilion (dawniej nazywany również Old Post Office and Clock Tower i Nancy Hanks Center; obecnie znany pod nazwą Trump International Hotel Washington, D.C.) – budynek w Waszyngtonie, położony przy ulicy Pennsylvania Avenue, stanowiący część Federal Triangle. Został wybudowany w stylu neoromańskim w latach 1892–1899. Do 1914 roku był siedzibą głównego urzędu pocztowego miasta, następnie użytkowany jako biurowiec. Ważniejsze renowacje gmach przeszedł w 1977 i 1983 roku. W 2013 roku budynek został wydzierżawiony firmie należącej do przedsiębiorcy i miliardera Donalda Trumpa, która do 2016 roku przekształciła go w luksusowy hotel Trump International Hotel Washington, D.C..

## Historia

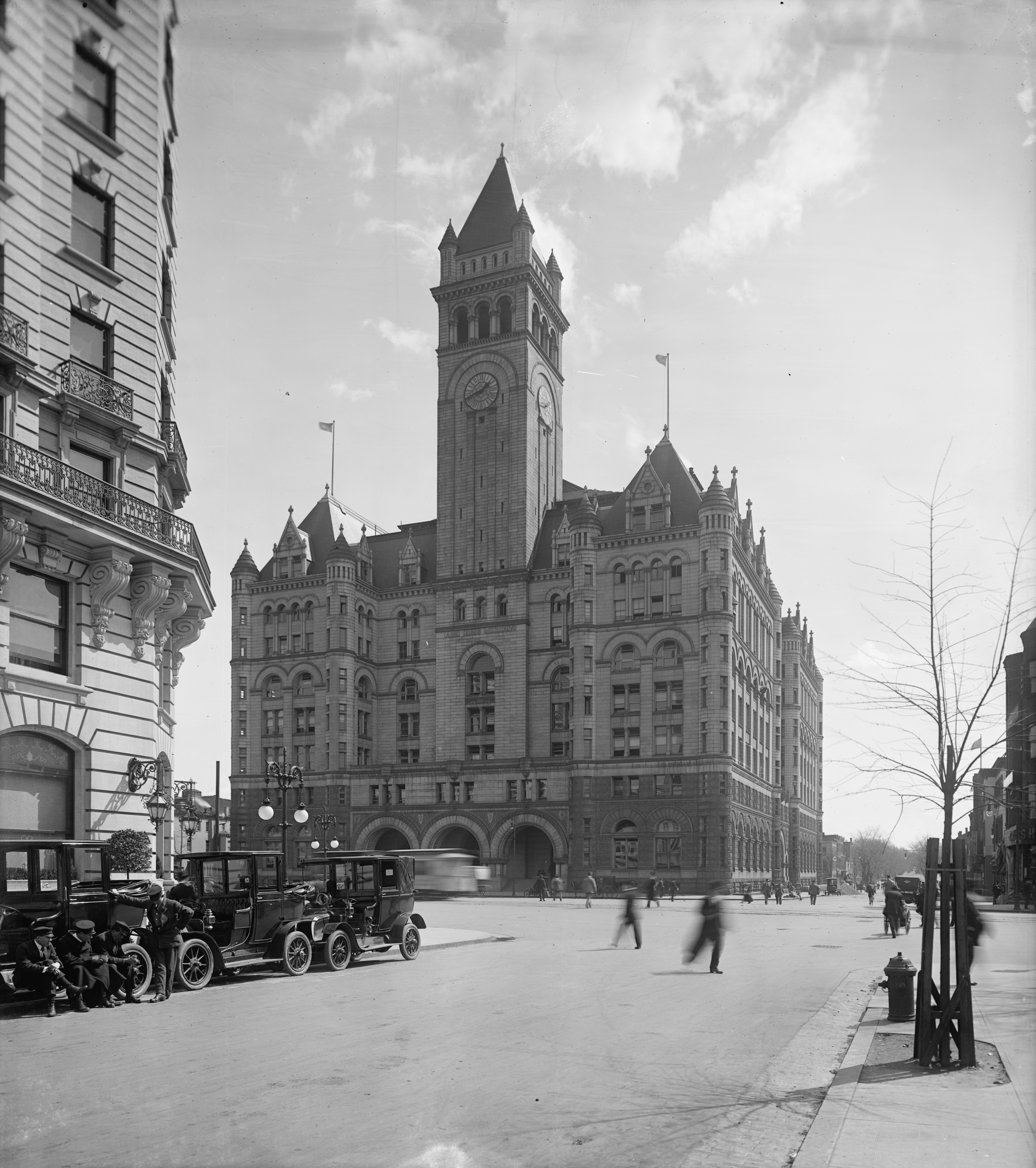
Old Post Office Pavilion w 1911 roku

W 1880 roku Kongres Stanów Zjednoczonych zatwierdził plany budowy nowego gmachu głównego urzędu pocztowego w Waszyngtonie. Dwa lata później rozpoczęła się budowa tego obiektu, zaprojektowanego przez architekta Willoughby J. Edbrooke’a. Zakończono ją w 1899 roku.
Budynek składał się z wysokiej na 96,01 m wieży zegarowej i niższego, ośmiokondygnacyjnego obiektu ze zlokalizowanym wewnątrz atrium. W momencie oddania do użytku Post Office Pavilion był najwyższym obiektem w mieście – obecnie zajmuje pod tym względem trzecie miejsce po Pomniku Waszyngtona i bazylice Niepokalanego Poczęcia (w 1910 roku władze miejskie wprowadziły ograniczenie wysokości wznoszonych na obszarze miasta obiektów).
W 1970 roku pojawiły się plany rozbiórki dawnej siedziby poczty, uzasadniając to faktem, iż pod kątem stylu architektonicznego, w jakim została zbudowana, stanowiła niejako ciało obce w zespole otaczających ją neoklasycystycznych budynków rządowych z lat 30. XX wieku. Ostatecznie, w wyniku protestów obywatelskich, zaniechano tych planów.
Trzy lata później budynek Old Post Office Pavilion został wpisany do rejestru zasobów kulturowych Stanów Zjednoczonych National Register of Historic Places, z kolei w 1977 roku został poddany gruntownej renowacji, której koszt wyniósł 18 milionów dolarów. W 1983 roku za 29 milionów dolarów przeprowadzono kolejną renowację gmachu, a następnie ulokowano w nim biura agencji National Endowment for the Arts. Nadano mu przy tym nazwę Nancy Hanks Center na cześć Nancy Hanks, pierwszej w historii kobiety-prezes tej instytucji.

## Współczesność
Po latach nieudanych prób zaadaptowania obiektu do celów związanych z administracją publiczną, w 2011 roku szef zarządzającej nim agencji General Services Administration, zaprosił prywatnych inwestorów do przedstawienia koncepcji i planów nowego zagospodarowania budynku. Spośród dziesięciu zgłoszonych wtedy ofert, ostatecznie wybrano propozycję The Trump Organization, firmy Donalda Trumpa, polegającą na przekształceniu gmachu za 200 milionów dolarów w hotel z 217 pokojami i 2 apartamentami. Firma ta w 2013 roku oficjalnie otrzymała od General Services Administration budynek Old Post Office Pavilion w dzierżawę na 60 lat, z czynszem wynoszącym 3 miliony dolarów rocznie.
Hotel w przebudowanym gmachu został otwarty we wrześniu 2016 roku. Otwarciu towarzyszyły protesty, związane z ubieganiem się Donalda Trumpa o stanowisko prezydenta Stanów Zjednoczonych w wyborach w 2016 roku. Oprócz hotelu, na parterze budynku mieszczą się także restauracja i księgarnia, natomiast na wieży zegarowej na wysokości 82,30 m urządzono punkt widokowy. W wieży można również podziwiać dziesięć dzwonów, które są replikami tych z Opactwa Westminsterskiego. Dzwony te, zawieszone w wieży w 1983 roku, zostały podarowane Stanom Zjednoczonym w 1976 roku przez brytyjską fundację Ditchley Foundation i są uruchamiane na specjalne okazje.